# Samentrekking (grammatica)
Een grammaticale samentrekking is het verschijnsel dat het gemeenschappelijke element van nevengeschikte woorden, woordgroepen of zinsdelen slechts één keer wordt uitgedrukt.  Op woordgroep- en zinsniveau wordt ook wel gesproken van een ellips, maar met dit laatste begrip wordt meer in het algemeen een weglating bedoeld die er in de context gemakkelijk bij gedacht kan worden.

## Op woordniveau
Bij samentrekking op woordniveau wordt het weggelaten woorddeel (respectievelijk jaar en merkingen in de voorbeelden hieronder) aangeduid met een koppelteken:
- voor- en najaar (voorjaar en najaar)
- op- en aanmerkingen (opmerkingen en aanmerkingen)

Uit het tweede voorbeeld blijkt dat het weggelaten woorddeel (hier: merkingen) niet per se een zelfstandig woord hoeft te zijn.
Een samentrekking op woordniveau is iets anders dan een porte-manteauwoord: een neologisme waarin twee of meer bestaande woorden worden gecombineerd, zoals in  vechtscheiding (van vechten en echtscheiding).

## Op woordgroepniveau
- lieve en stoute kinderen (lieve kinderen en stoute kinderen)
- de uitvoerende en de rechterlijke macht (de uitvoerende macht en de rechterlijke macht)

Er zijn ook samentrekkingen mogelijk van een woordgroep en een woord: 
- provinciale en rijksbegroting (provinciale begroting en rijksbegroting)
- gele en paardenbloemen (gele bloemen en paardenbloemen)

## Op zinsniveau
Grammaticaal correct:
- Pieter koopt en Laura verkoopt aandelen. (Pieter koopt aandelen en Laura verkoopt aandelen)
- De getuige beweerde dat Pieter cola dronk en Laura whiskey (De getuige beweerde dat Pieter cola dronk en Laura whiskey dronk).

Grammaticaal incorrect:
Als het gemeenschappelijke element in het ene zinsdeel een andere betekenis, grammaticale functie of getal heeft dan in het andere zinsdeel, levert dat een ongrammaticale zin op. In dat geval spreken we van een zeugma.
Verschillende betekenis:
- Wij zetten koffie en over de rivier. (Wij zetten koffie en zetten over de rivier - zetten in koffie zetten heeft een andere betekenis dan zetten in overzetten).

Verschillende grammaticale functie:
- Ik heb haar gekust en een cadeau gegeven (haar is eerst lijdend voorwerp en vervolgens — in de nevengeschikte bijzin — meewerkend voorwerp).

Verschillend getal:
- De koekjes waren knapperig en de taart zacht. (de koekjes waren is meervoud, maar de taart was is enkelvoud).